# Frank Bakke-Jensen
Frank Bakke-Jensen, född 8 mars 1965 i Båtsfjord i Finnmark, är en norsk politiker inom Høyre som var Norges försvarsminister från den 20 oktober 2017 till den 14 oktober 2021. Före dess var han Norges EES- och EU-minister från 20 december 2016 till 20 oktober 2017.
Han är ledamot av Stortinget från Finnmark sedan 2009, efter att tidigare ha varit borgmästare i Båtsfjord 2007–2009. Bakke-Jensen har suttit i Stortingets industrikommitté som Høyres fiskeripolitiska talesman. I Stortingsvalet i Norge 2017 var han Høyres toppkandidat i Finnmark. 